# Polybutadiène hydroxytéléchélique

Lanceur indien GSLV, dont tout le premier étage est propulsé avec du PBHT.

Le polybutadiène hydroxytéléchélique, ou PBHT, est un dérivé de polybutadiène [–CH2–CH=CH–CH2]p (linéaire) ou [–CH2–CH(CH=CH2)]p (ramifié) portant à chaque extrémité un groupe fonctionnel hydroxyle -OH. C'est un liquide translucide insoluble dans l'eau et particulièrement visqueux dont les propriétés physiques varient en fonction de la longueur des chaînes et du taux de ramification.

Polymérisation du butadiène.

Le PBHT poreux est utilisé comme pré-polymère à la base du liant organique de la plupart des propergols composites pour fusées et missiles (propergol composite à perchlorate d'ammonium, notamment), où il intervient très souvent dans les propulseurs d'appoint au décollage (« boosters ») tels que les étages d'accélération à poudre (EAP) d'Ariane 5 ; on l'utilise généralement dans ce domaine sous forme de polyuréthane, après réticulation par ajout d'isocyanates. Davantage que son efficacité comme combustible, ce sont ses qualités physiques et mécaniques qui font du PBHT un liant de choix, mais il peut également être lui-même le combustible de moteurs hybrides à protoxyde d'azote N2O, comme dans l'avion-fusée privé SpaceShipOne au début des années 2000 ou pour le lanceur japonais M-5 utilisé jusqu'au milieu des années 2000.